# Phyllaplysia incerta
Phyllaplysia incerta is een slakkensoort uit de familie van de Aplysiidae. De wetenschappelijke naam van de soort is voor het eerst geldig gepubliceerd in 1902 door Bergh.